# Філософи (фільм)
«Філософи» (англ. The Philosophers) — науково-фантастичний психологічний трилер сценариста і режисера Джона Гудлеса. Це третій фільм Гудлеса, головні ролі виконують Софі Лоу, Райс Вейкфілд, Бонні Райт, Джеймс Д'Арсі, Деріл Сабара, Фредді Строма і Кеті Фіндлей. Прем'єра відбулася 7 липня 2013 р. на Міжнародному конкурсі фантастичних фільмів у Нейхателі.

## Сюжет
У міжнародній школі в Джакарті викладач філософії обирає зі свого проблемного класу з двадцяти випускників десять, хто сховається під землю для перезавантаження людської раси в разі ядерного апокаліпсиса.

## Ролі
- Софі Лоу — Петра
- Райс Вейкфілд — Джеймс
- Бонні Райт — Джорджина
- Джеймс Д'Арсі — містер Цімі
- Деріл Сабара — Чіпс
- Кеті Фіндлей — Бонні
- Джордж Благден — Енді
- Ерін Моріарті — Вів'єн
- Мая Мітчелл — Біатріс
- Філіппа Култхард — Мак

## Виробництво

### Підготовка
Виробництво почалося у травні 2011 р., під час пресконференції режисер Джон Гудлес сказав, що «мультикультуралізм є основною темою в кіно, яка обертається навколо виклику перезавантажити людство в разі ядерного апокаліпсиса». Він також додав, що у фільмі «будуть студенти з Туреччини, Ірану, Австралії, Африки, Канади, США та Лондону».

### Екранізація
Знімання розпочали 25 червня 2011 р. в Індонезії і воно тривало упродовж семи тижнів у різних частинах Індонезії, включаючи острів Біллітун, Суматра, Бромо у Східній Яві, храм Прамбанану у регіоні Центральна Ява; закінчилися 18 серпня 2011 р. в Джакарті, Індонезія.

## Маркетинг
У лютому 2013 р. вийшов перший трейлер до фільму. SCTV показав офіційний плакат і слоган для фільму 1 червня 2013 р.